# Guatteria megalophylla
Guatteria megalophylla é uma espécie de magnólia. Foi descrito pela primeira vez por Friedrich Ludwig Diels. Guatteria megalophylla pertence ao gênero Guatteria, e à família Annonaceae.
Este tipo de planta pode ser encontrado em:
- Peru
- Bolívia

Não existe esse tipo listado.